# 横岗高级中学
横岗高级中学是位於深圳市龍崗區横岗街道梧桐路的一所龙岗区区属公立高中学校，建校於2011年。截至2012年的时点，该校共有高一高二两个年级，计师生约1840人。

## 學校概况
- 2011年，學校成立。
- 学校占地面积6万平方米。
- 远期设计规模为48个教学班2400名学生

## 交通条件
位于深圳地铁3号线六约站附近，面临龙岗大道，交通便利。

## 外部連結
- 横岗高级中学 （页面存档备份，存于）

1. ↑  . 橫岗高級中學--橫岗高級中學.